# ایمز (اکلاهما)
ایمز(به انگلیسی: Ames) شهری در ایالت اکلاهما کشور ایالات متحده آمریکا است که جمعیت آن در سرشماری سال ۲۰۱۰ میلادی، ۲۳۹ نفر بوده‌است.